# Район Темпаку
Райо́н Темпа́ку (яп. 天白区, てんぱくく, МФА: [tempaku̥ ku]) — район міста Наґоя префектури Айті в Японії.  Площа становить 21,62 км². Станом на 1 серпня 2011 року населення складало 158 204  осіб, густота населення — 7320 осіб/км².